# Nedvězí (Ołomuniec)
Nedvězí – dzielnica, część miasta Ołomuniec, położona w kraju ołomunieckim, w powiecie Ołomuniec, w Czechach.